# Selenia aestivalis
Selenia aestivalis är en fjärilsart som beskrevs av Achille Guenée 1842. Selenia aestivalis ingår i släktet Selenia och familjen mätare. Inga underarter finns listade.